# Харьковская окружная автомобильная дорога
Окружна́я автомоби́льная доро́га (укр. Окружна́ автомобі́льна доро́га) — автомобильная трасса в Харькове и Харьковской области, кольцевая автомобильная дорога, проходящая преимущественно по административной границе города. Длина дороги — 82,7 км, ширина проезжей части на разных участках составляет от 9 до 18 м. Одна из первых кольцевых дорог в СССР, в основном построенная к 1980 году, так и не была замкнута на южном направлении возле Безлюдовки в связи с отсутствием необходимости.

## Характеристики
По Окружной дороге проходят автомагистрали М-03 E 40 и E 105. К внешней стороне кольца примыкают автодороги М-18, М-20, Р-46, Р-51, Т-2103, Т-2104, Т-2105, Т-2106, Т-2108.
Окружная дорога не замкнута на юго-западе города — отсутствует участок в районе Жихаря и Бабаёв. Его роль выполняет Симферопольское шоссе, Мерефянское шоссе и южный участок проспекта Гагарина в районе Харьковского аэропорта.
С февраля 2012 года участок ХОАД между Харьковским шоссе и мостом через реку Лопань длиной 11,2 км называется Лозовеньковским проспектом (идёт параллельно Лозовеньковскому яру и реке Лозовеньке). Данный участок входит в городскую черту Харькова.

## Реконструкция

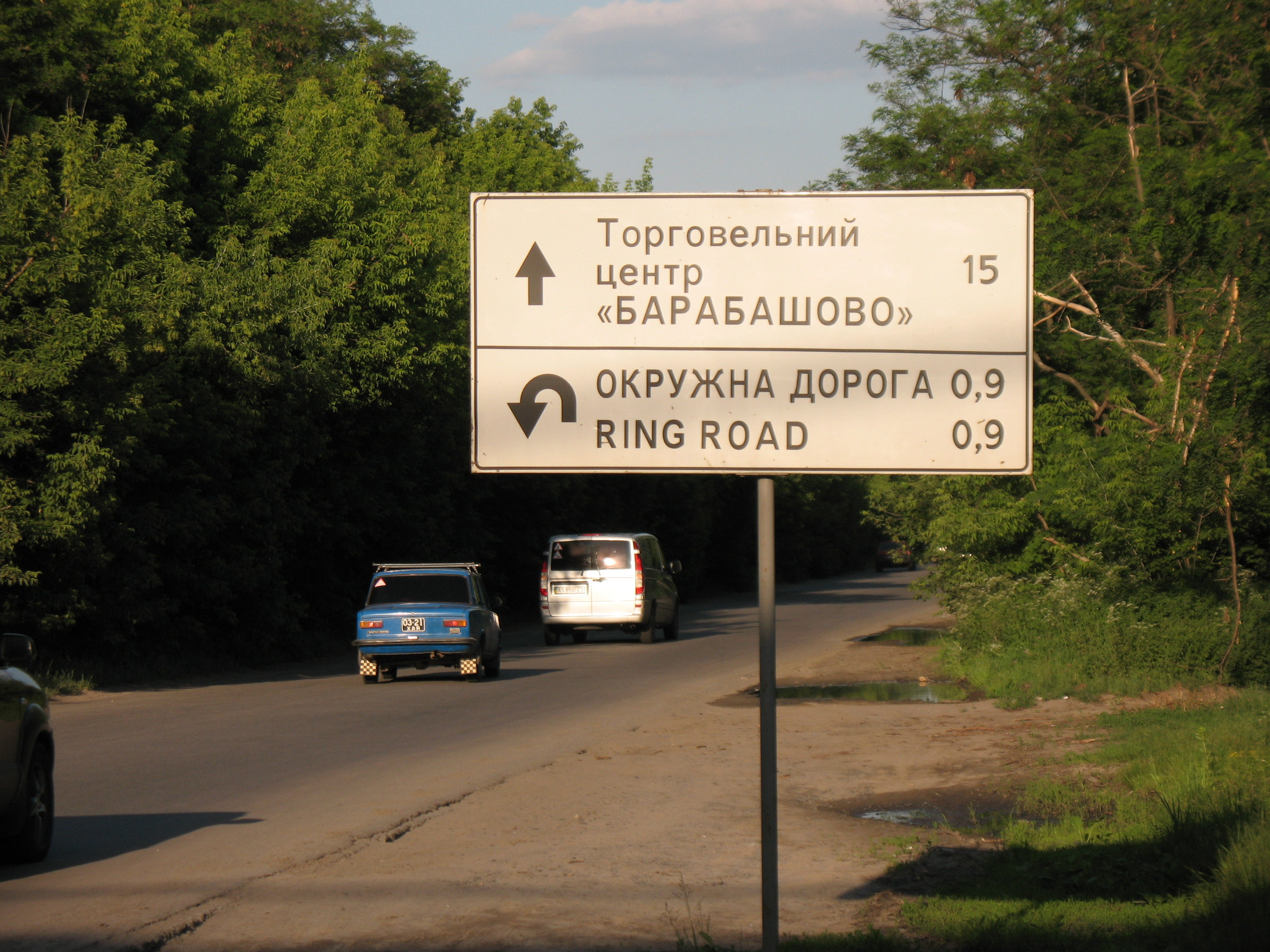
«Окружная дорога — 0,9 км»

В рамках подготовки Украины в проведении Чемпионата Европы по футболу 2012 года планировался ремонт и модернизация окружной дороги для соответствия её I технической категории качества дорог. 10 августа 2010 года начался её капитальный ремонт и 12 ноября 2010 года дорога была торжественно открыта после реконструкции. Стоимость работ составила 320 млн. гривен (около $40 млн).